# Ali Sina
Pour les articles homonymes, voir Sina.
Ali Sina est un militant anti-islam canadien d'origine iranienne, qui se décrit comme un ex-musulman converti au christianisme. Il est le fondateur de Faith Freedom International, qu'il décrit comme un mouvement populaire d'ex-musulmans. Ali Sina est membre du conseil d'administration de Stop Islamization of Nations, une organisation fondée par Pamela Geller, Robert Spencer et Anders Gravers Pedersen.

## Contexte
Né et élevé en Iran, éduqué en Italie et au Pakistan, et vivant maintenant au Canada, il a commencé à animer ses premiers débats dans les années 1990. Ce qui le dérangeait, dit-il au Jerusalem Post, n'était pas le penchant pour le djihad et l'intolérance dont certains musulmans fanatiques faisaient preuve, mais le fondement de tels maux dans le Coran et les principaux textes islamiques. Le Jerusalem Post écrit: « Sina, qui dirige Faith Freedom International - un forum Internet dédié à la démystification de l'islam - se considère comme probablement la plus grande personne anti-islam en vie ». Son dernier livre s'intitule Comprendre Mahomet : une psychobiographie du prophète d'Allah. Dans ce document, Sina suggère que Mahomet souffrait d'une série de troubles mentaux, y compris le trouble de la personnalité narcissique, l'épilepsie du lobe temporal et le trouble obsessionnel compulsif. "Ces troubles", dit-il, « peuvent expliquer le phénomène connu sous le nom d'islam ... qui n'est rien d'autre que la folie d'un homme ».
Par le biais de son site Web, Sina répertorie les références aux actions de Mahomet et offre 50 000 $ à quiconque peut réfuter son accusation selon laquelle Mahomet était « un narcissique, un misogyne, un violeur, un pédophile, un tortionnaire, un meurtrier de masse, un chef de secte, un assassin, un terroriste, un fou et un pilleur ». Lorsqu'on lui a demandé pourquoi il combattait l'islam, il a répondu: « Quand j'ai lu le Coran et que j'ai senti le sang couler de tous les versets, quand j'ai vu l'islam réduire les humains en bêtes et transformer en monstres de bonnes personnes, quand il est devenu clair pour moi qu'il n'y a RIEN de bon dans l'islam et que tout est mauvais, je savais ce que je devais faire. Le temps de la prière était révolu et maintenant c'était le temps de l'action ». Bien qu'il ait été athée au cours de ses premières années d'activisme, Ali Sina se décrit comme un « chrétien, écrivain, anti-islam, anti-ONU, végétalien, conservateur et pro Israël ».

## Sur la réforme de l'islam
Ali Sina dit que l'extrémisme dans toutes les religions peut être éradiqué si certaines personnes sont apaisées, ou si les fidèles sont encouragés à embrasser les éléments universalistes de leur foi - mais sans aborder l'extrémisme inhérent aux textes de la religion. « Les gens demandent si l'islam peut subir une réforme comme celle qu'a subie le christianisme. C'est un mauvais parallèle », dit-il. « Dans le christianisme, ce n'était pas la religion qui devait être réformée, mais l'église; ce que Jésus a prêché était bon ». Il poursuit en affirmant que : « Dans l'islam, c'est la religion qui n'est pas bonne. Avec la conquête violente et le mépris des non-croyants au cœur des principes de la foi. Les tentatives de forger une forme modérée d'islam sont condamnées. . . La seule façon de réformer l'islam est de jeter le Coran; 90% devraient être jetés. Vous devez également vous débarrasser de l'histoire de l'islam, et vous devez complètement ignorer le Sîra - le terme arabe utilisé pour les diverses biographies de Mahomet, dont dérivent des informations historiques sur sa vie et la première période de l'islam ».
Faisant valoir que l'islam ne peut pas être réformé, Sina dit: « C'est la façon de combattre le mal. Je ne veux pas tuer l'ennemi. Je veux les gagner en tant qu'amis et alliés. Voilà la vraie victoire. De cette façon, nous gagnons parce que nous éliminons notre ennemi, et notre ennemi gagne en éliminant son ignorance et sa haine. C'est pourquoi je crois en ma cause. C'est pourquoi je pense que je suis un instrument de paix ».
Tout en étant en désaccord avec Sina pour dire que l'islam n'est pas une religion mais une idéologie politique, David P. Goldman, écrivant dans Asia Times sous le nom de Spengler, compare cette affirmation à l'affirmation d'Emmanuel Kant selon laquelle le judaïsme n'est pas une religion mais un ensemble de lois et rejette les deux. Spengler poursuit: « Ali Sina et d'autres laïcs musulmans ont tout aussi tort. Je soutiendrai que l'islam est à la fois une religion et une idéologie politique. La religion est ce qui rend l'idéologie politique islamique si dangereuse ». Il ajoute: « Ali Sina a tort: l'expansionnisme islamique découle de motifs religieux, c'est-à-dire d'une sainte rage contre l'empiètement de la mort sur la société traditionnelle. Sous la forme de l'islam, l'Occident est confronté à un défi tout à fait différent du communisme ».

## Stop Islamization of Nations
Ali Sina est membre du conseil d'administration de Stop Islamization of Nations (SION), une organisation fondée par Pamela Geller, Robert Spencer et Anders Gravers Pedersen de Stop Islamization of Europe (SIOE). Les autres membres du conseil d'administration sont Wafa Sultan, militant et auteur américain d'origine syrienne; Stefan Herre, un auteur allemand pour Politically Incorrect ; Mordechai Kedar, un auteur israélien; Babu Suseelan, un activiste hindou; Oskar Freysinger, homme politique suisse; Cliff Kincaid, rédacteur en chef du rapport Accuracy in Media (AIM); et Ashraf Rameleh, président de Voice of the Copts. Pamela Geller et Robert Spencer sont président et vice-président de SION.